# إل ثيرو دي أنديفالو
بلدية إل ثيرو دي أنديفالو (بالإسبانية: El Cerro de Andévalo) هي بلدية تقع في مقاطعة ولبة التابعة لمنطقة أندلوسيا جنوب إسبانيا.

## الديموغرافيا
بلغ عدد سكان بلدية إل ثيرو دي أنديفالو 2.439 نسمة عام 2011 (وفقاً للمعهد الوطني الإسباني للإحصاء).
| 2.785 | 2.760 | 2.706 | 2.636 | 2.522 | 2.479 | 2.439 |